# Gmina Mikitamäe
Gmina Mikitamäe (est. Mikitamäe vald) – gmina wiejska w Estonii, w prowincji Põlva.
W skład gminy wchodzi:
- 18 wsi: Audjassaare, Beresje, Igrise, Järvepää, Kahkva, Karisilla, Laossina, Lüübnitsa, Mikitamäe, Niitsiku, Puugnitsa, Rõsna, Rääsolaane, Selise, Toomasmäe, Usinitsa, Varesmäe oraz Võõpsu.